# Gora Nikiforova
Gora Nikiforova är ett berg i Antarktis. Det ligger i Östantarktis. Australien gör anspråk på området. Toppen på Gora Nikiforova är 1 882 meter över havet.
Terrängen runt Gora Nikiforova är huvudsakligen lite kuperad. Trakten är obefolkad. Det finns inga samhällen i närheten.